# Sandefjord TIF
Ne pas confondre avec l'IL Runar, un autre club omnisports de Sandefjord.
Le Sandefjord TIF est un club omnisports norvégien basé à Sandefjord et fondé 1900. Il est notamment connu pour sa section de handball mais possède également des sections d'athlétisme, de basketball, de volleyball, de ski...

## Section handball
Palmarès
- Vainqueur du Championnat de Norvège (6) : 1999, 2001, 2002, 2003, 2004, 2006
- Vainqueur de la Coupe de Norvège (10) : 1990, 1991, 1994, 1999, 2001, 2002, 2003, 2004, 2006, 2007
  - Finaliste (1) en 1998